# Abdoul Karim Sylla
Pour les articles homonymes, voir Sylla (homonymie).
Abdoul Karim Sylla, né le 10 janvier 1981 à Fria, est un footballeur international guinéen qui joue au poste de milieu de terrain. Il a notamment fait partie de la sélection guinéenne qui participa à la Coupe d'Afrique des Nations 2004.